# Zelotes erythrocephalus
Zelotes erythrocephalus este o specie de păianjeni din genul Zelotes, familia Gnaphosidae. A fost descrisă pentru prima dată de Lucas, 1846.
Este endemică în Algeria. Conform Catalogue of Life specia Zelotes erythrocephalus nu are subspecii cunoscute.